# Jules Bergeret
Pour les articles homonymes, voir Bergeret.
Jules Henry Marius Bergeret, né le 14 juin 1831 à Gap (Hautes-Alpes) et mort à Manhattan (New York, États-Unis) le 7 octobre 1905, est une personnalité militaire de la Commune de Paris, communard et franc-maçon.

## Biographie
Jules Bergeret, né à Gap, est le fils de Jacques Jules Bergeret, sergent-major, et de Joséphine Augustine Borel, dont les parents sont aubergistes.
De 1850 à 1864, il s’engage dans l’armée française en tant que voltigeur et devient sergent. Après avoir quitté l’armée, il est d'abord garçon d'écurie à Saint-Germain puis il devient correcteur d’imprimerie et typographe. Il entre dans l'Internationale mais n'y est pas influent.
D'abord sergent instructeur pendant le siège de Paris par les Prussiens (septembre 1870 - mars 1871), il devient capitaine du 8e bataillon de la Garde nationale dont il est élu membre de la Commission exécutive provisoire en mars 1871. Membre du Comité de vigilance de Montmartre, il devient également membre du Comité central de la Garde nationale puis chef de la XVIIIe légion.
Investi du commandement de la butte Montmartre, contrôlée par le comité central, il paye de sa personne lors du soulèvement parisien du 18 mars 1871 en reprenant les canons aux gendarmes à la tête du 128e bataillon. Lorsque arrivèrent le 88e et le 135e de ligne, il les harangua et les retourna en criant « Vive la ligne ! ». Puis, il occupe l'État-major de la Garde nationale place Vendôme ; le 22 mars, il réprime la manifestation des Amis de l'Ordre, favorables au gouvernement d'Adolphe Thiers installé à Versailles et qui refusent les élections au conseil de la Commune. Il signe toutes les affiches du Comité central et est un artisan de la rupture des négociations avec Versailles demandant que l'on prépare la « lutte à outrance »[réf. nécessaire].
Il est élu au conseil de la Commune le 26 mars par le 20e arrondissement avec 15 290 voix sur 16 792 votants et 21 960 inscrits, et est nommé délégué à la commission de la Guerre et à la commission Exécutive.
Le 2 avril, la Commune le nomme commandant de la place de Paris. Partisan de l'offensive contre Versailles du 3 avril, il co-dirige, avec Gustave Flourens, une colonne de plus de 5 000 hommes. À hauteur du mont Valérien, ils subissent une canonnade qui sème la panique. Flourens reste avec 1 500 hommes et poussera jusqu'à Rueil, où ils seront dispersés et Flourens tué. Par sa fuite et l'abandon de Flourens, Bergeret est destitué de son commandement et sa fonction de délégué. Il est remplacé par Dombrowski et officiellement affecté au commandement de la place Vendôme.
Incarcéré du 8 au 20 avril, il est ensuite libéré et réintègre la commission de la Guerre. Entrant dans la salle des séances, il déclara : « Je n'apporte ici aucun sentiment d'amertume »[réf. nécessaire]. Le 28 avril, il est à nouveau délégué à la guerre, comme adjoint de Delescluze. Le 5 mai, on lui donne le commandement de la 1re brigade de réserve avec le Corps législatif comme état-major. Le 23 mai, il participe avec deux autres fédérés, un garçon boucher dénommé Bénot et un certain Étienne Boudin, à l'incendie du palais des Tuileries. Bergeret déclare : « Les derniers vestiges de la royauté viennent de disparaître ; je désire qu’il en soit de même de tous les monuments de Paris ».
Après la Semaine sanglante, il réussit à quitter Paris et est condamné à mort par contumace par le Conseil de guerre. Il fuit à Londres puis à New-York qu'il quitte rapidement pour se rendre à Jersey, où il crée un atelier de photographie et fait partie de la « Société des républicains-socialistes réfugiés à Jersey ». Il retourne à New-York, où il meurt en 1905 dans un grand dénuement,,.
Franc-maçon, il est initié en 1864 à la loge « Les sept écossais réunis », dont il est radié en 1868 ; il s'affilie durant son exil à Jersey à la loge écossaise « Les Amis de la vérité ».

### Notices biographiques
- Jules Clère, Les hommes de la Commune : Biographie complète de tous ses membres, Paris, Libraire-éditeur É. Dentu, 1871, 195 p. (lire en ligne sur Gallica), p. 35-37
- Paul Delion, Les membres de la Commune et du Comité central, Paris, A. Lemerre éditeur, août 1871, 446 p. (lire en ligne sur Gallica), p. 283-288
- Bernard Noël, Dictionnaire de la Commune, Coaraze, L'Amourier éditions, coll. « Bio », avril 2021 (1re éd. 1971), 799 p. (ISBN 978-2-36418-060-4, ISSN 2259-6976, présentation en ligne), p. 93-94
- Patrick Cabanel et Philippe Chareyre, « Jules Bergeret », in Patrick Cabanel et André Encrevé (dir.), Dictionnaire biographique des protestants français de 1787 à nos jours, tome 1 : A-C, Les Éditions de Paris Max Chaleil, Paris, 2015, p. 251-252  (ISBN 978-2846211901)
- « Notice « Bergeret Jules, Henri, Marius [Dictionnaire biographique du mouvement social francophone aux États-Unis] » », sur maitron.fr, Le Maitron, dictionnaire bibliographique du mouvement ouvrier et du mouvement social, Association Les Amis du Maitron (consulté le 4 août 2021)
- Daniel Ligou, Dictionnaire de la franc-maçonnerie, Paris, Presses universitaires de France, 2017, 5e éd. (1re éd. 1986), 1 376 p. (ISBN 2-13-055094-0).